# La Prunelle
Pour les articles homonymes, voir Prunelle.
La Prunelle est une série télévisée française en 13 épisodes de 30 minutes, créée par Guillaume Hanoteau, réalisée par Edmond Tyborowski et diffusée en 1968 sur la deuxième chaîne de l'ORTF.

## Synopsis
Ce feuilleton télévisé met en scène les enquêtes d'une détective amateure, assistée dans ses recherches par sa nièce Rosette.

## Distribution
- Armande Navarre : Prune, alias la Prunelle
- Claude Jade : Rosette
- Mag-Avril : Gertrude, l'habilleuse
- Lucien Raimbourg : le régisseur
- Florence Musset : une danseuse
- Karin Petersen : une danseuse
- Alex Nilsen : une danseuse
- Charlotte La Porte : une danseuse
- Albert Michel : le machiniste

## Épisodes
1. Prune et Prunelle
2. Prune et X 25
3. Prune et le double Nelson
4. Prune et l'idole
5. Prune et l'électronique
6. Prune et la maison hantée
7. Prune et Pigalle
8. Prune et Freud
9. Prune et le Chakra-Ajna
10. Prune et le commando
11. Prune et le maître
12. Prune et le diadème
13. Prune et Royal of Siam

### Épisode 1:Prune et Prunelle
- France : 10 septembre 1968 sur Deuxième chaîne de l'ORTF

- Gabriel Gobin : le faux-monnayeur
- Fabienne Mai : la faux-monnayeuse
- Sabine André : la concierge
- Madeleine Bouchez : la femme du vieux couple
- André Valtier : l'homme du vieux couple
- Antoine Fontaine : le policier

### Épisode 2:Prune et X 25
- France : 17 septembre 1968 sur Deuxième chaîne de l'ORTF

- Daniel Emilfork : Agent X 25
- Jacques Hilling : le manager de la tournée
- Eugène Berthier : l'homme qui prétend être sourd
- Richard Bigotini : Deconnick, le passager
- Jacques Faber : l'homme à la valise
- Roger Marion : Eric
- Marcel Pérès : le douanier
- Roger Tomatis : le contrôleur
- Gilbert Vilhon : le psychiatre

### Épisode 3:Prune et le double Nelson
- France : 24 septembre 1968 sur Deuxième chaîne de l'ORTF

- Henri Cogan : un catcheur
- Jean Franval : l'inspecteur
- Henri Lambert : Hercule Cortez
- Jean Violette : l'entraîneur de catch
- Max Amyl : l'inspecteur Bezon
- Roland Catalano
- Hubert Foulon
- Renée Gardès : la femme en cellule
- Georges Guéret : Bébert
- Roland Legrain : un catcheur
- Pascal Leguen : un catcheur
- Bertrand Tribout : le livreur de fleurs
- Zarzecki : un catcheur

### Épisode 4:Prune et l'idole
- France : 1er octobre 1968 sur Deuxième chaîne de l'ORTF

- Didier Chereau : un faux kidnappeur
- Jean Larroquette : un faux kidnappeur
- Olivier Lebeau : Enrico Bada
- Bernard Billot : un musicien d'Enrico Bada
- Sam Efira : un musicien d'Enrico Bada
- Marcel Gassouk : le policier
- Alain Goldstein : un musicien d'Enrico Bada
- Clément Harari : l'imprésario
- Gérard Lamotte
- Robert Senlis : le deuxième policier

### Épisode 5:Prune et l'électronique
- France : 8 octobre 1968 sur Deuxième chaîne de l'ORTF

- Alexis Nitzer : un gangster
- Aram Stephan : un gangster
- Eric Vander : Ludovic, le fiancé de Rosette
- Henri Cegarra : un gangster
- Michel Duplaix : le cadre en électronique
- Mireldo : le magicien
- Jacques Saland : un gangster
- André Tomasi : le chauffeur de taxi
- Gilbert Servien : Le deuxième chauffeur de taxi
- Guy Stranger : un gangster

### Épisode 6:Prune et la maison hantée
- France : 15 octobre 1968 sur Deuxième chaîne de l'ORTF

- Germaine de France : la vieille tante
- Gabriel Gascon : le propriétaire
- Nicole Guillon : la propriétaire
- Germaine Delbat : la domestique
- Jean-Pierre Moreux : le barman

### Épisode 7:Prune et Pigalle
- France : 22 octobre 1968 sur Deuxième chaîne de l'ORTF

- Jean-Pierre Jorris : un gangster
- Sybil Maas : Cordélia
- Max Vialle : un gangster
- Jean-Marie Arnoux : un gangster
- Lise Cornier
- Denise Dubreuil
- Ghislaine Dumont
- Etienne Dirand : l'inspecteur
- Hubert Foulon : un gangster
- Jacques Galland
- Ginette Garcin : une danseuse
- Marianne Lancey
- Pierre Leomy
- Roger Lumont : Monsieur Edouard
- Pablo Voigt

### Épisode 8:Prune et Freud
- France : 29 octobre 1968 sur Deuxième chaîne de l'ORTF

- Paul Cambo : M. Jacob, le marchand de tableaux
- Jean Martin : le peintre fou
- Denise Péron : l'infirmière
- Howard Vernon : Dr. Füsch
- Annick Allières : la vendeuse de chiens
- Robert Blome : le chauffeur
- Marcel Cuminatto : un policier
- Louis Falavigna : l'inspecteur
- Raoul Henry : le majordome
- Jean Landret
- Martine Mauclair : Mme de Mortemeuse
- Jean Rupert : le policier
- Michel Thomass : l'infirmier

### Épisode 9:Prune et le Chakra-Ajna
- France : 5 novembre 1968 sur Deuxième chaîne de l'ORTF

- Martine de Breteuil : la vicomtesse Villepan de Villevieu
- France Darry : Louisa
- Bernard Jousset : le vicomte Villepan de Villevieu
- Bernard Charlan : le bijoutier
- Jean-Marie Desbeaux
- Jean Dumontet
- Max Gros
- Michel Le Faon
- Jacques Masson
- J.L. Millin
- Philippe Praquin

### Épisode 10:Prune et le commando
- France : 12 novembre 1968 sur Deuxième chaîne de l'ORTF

- Roger Jacquet : un membre du commando
- Claude Laugier : Philippe, le reporter
- François Timmerman : le comédien membre du commando
- Georges de Caunes : le journaliste
- Henri Czarniak : un membre du commando
- Pierre Decazes : Tom
- Daniel Gall : un membre du commando
- Pierre Koulak : un membre du commando

### Épisode 11:Prune et le maître
- France : 19 novembre 1968 sur Deuxième chaîne de l'ORTF

- Jacques Ebner : Pedro
- François Moro-Giafferi : Sanchez, le maître-coiffeur
- Colette Régis : la patronne du salon de coiffure
- Jean-Paul Tribout : Jack
- Marc Bernol
- François Besnard
- Florence Campell : une cliente du salon de coiffure
- Michel Ferrand : le client du bar
- Jean-José Fleury : un membre du gang
- Jacques Francial
- Geo Georgey
- Michel Gilles
- Jacques Hechinger
- Pierre Leproux : le chef du gang
- Jacqueline Staup : la patronne du bar
- Thang-Long : un coiffeur
- Martine Vatel : une cliente du salon de coiffure

### Épisode 12:Prune et le diadème
- France : 26 novembre 1968 sur Deuxième chaîne de l'ORTF

- Micheline Dax : la Spinatova
- Cécile Grandin : Colette
- Serge Sauvion : Gérard
- Yves Elliot : un policier
- Marc Eyraud : le joailler
- Ramón Iglesias
- Raymond Jourdan : le commissaire Piétenu
- Raymond Tocqueville
- Raoul Vervisch
- Michel Vocoret : l'agent de police 11.111

### Épisode 13:Prune et Royal of Siam
- France : 3 décembre 1968 sur Deuxième chaîne de l'ORTF

- Fernand Berset : l'escroc
- Micheline Bona : la complice de l'escroc
- Jacques Couturier : le commissaire
- Sabine André : la concierge
- Georges Aubert : le bouquiniste
- Paul Bonifas : le voisin
- André Daguenet : le majordome
- Christian Denis
- Marc Dudicourt : l'inspecteur Dupin
- Ève Francis : la voisine
- Michel Marsais
- Guido Pansera
- Colette Teissèdre : l'amie au chien